# Zeleni bazilisk
Zeleni bazilisk (lat. Basiliscus plumifrons) je vrsta baziliska koji živi u Južnoj Americi. Prirodni raspon mu je od Meksika do Ekvadora. Živi u tropskim kišnim šumama, te u gustim i sjenovitim šumama u blizini vode. 

## Opis
Zeleni bazilisk naraste 70-80 centimetara, a rep mu je tri puta dulji od ostatka tijela, dug je oko 55 centimetara. Težak je od 145 do 200 grama. Boja zelenog baziliska varira od svjetlo-zelene do plavo-zelene. Trbuh je žute boje. Od vrata do osnove repa nalaze se bjelkasto-žute do plave točke. Na bočnoj strani repa su smeđe crte. Zjenica mu je žute boje. 
Tijelo je kao cjelina dosta mršavo, ali noge su snažno izgrađene. Ima dvije grbe na glavi, koje se također protežu duž leđa i do osnove repa i odvojene su malom prazninom. Grbe mogu doseći visinu do 5 centimetara. Prsti su spojeni plivaćim kožicama. Ženke, kao i mlade životinje imaju malu grbu na glavi. Uz pravilnu njegu, dosegne životni vijek dug 13 godina, a u divljini živi dosta kraće.
Izvrstan je plivač, pod vodom može ostati čak i do 30 minuta. Kao i ostali bazilisci, ima sposobnost hodanja po vodi koristeći posebne membrane u svojim nogama. Mužjaci se ne slažu jedni s drugima. 

## Ishrana
Ovaj bazilisk je svežder. U prirodi, zeleni bazilisk hrani se različitim vrstama kukaca, žaba, riba, malih guštera, kao i cvijećem i voćem. U zatočeništvu može se hraniti šturcima, skakavcima, paucima, malim ribama i drugim životinjicama. Njihovi prirodni neprijatelji su ptice grabljivice, oposumi i zmije.

## Razmnožavanje
Spolnu zrelost doseže u dobi od 15 do 18 mjeseci. Mužjaci prilaze ženkama tresući glavom. Nakon nekoliko tjedana ženka polaže 5-18 jaja duljine 1 cm pomno birajući dovoljno vlažno i toplo mjesto za jaja. Polaže jaja u rupu dubine do 20 centimetara. Jaja se polažu tijekom cijele godine, ali najčešće između veljače i rujna. Jaja se nalaze u toplom, vlažnom pijesku ili tlu. Inkubacija traje 70-150 dana Trajanje inkubacije ovisi o temperaturi, što je temperatura viša, inkubacija traje kraće. Tek izlegnuti mladunci dugi su 10-13,5 centimetara, a teški su 1,6-3,3 grama, boja im je smeđa do crna. Brzo rastu, pa već nakon tri mjeseca dosežu duljinu od 30 centimetara. Prvo presvlačenje se odvija nakon 5 do 6 tjedana života.

## Galerija
- Zeleni bazilisk
- Glava zelenog baziliska
- Zeleni bazilisk
- Zeleni bazilisk za vrijeme presvljačenje
- Zoološki vrt Dvůr Králové, Češka Republika